# Sheppard West (Toronto Subway)

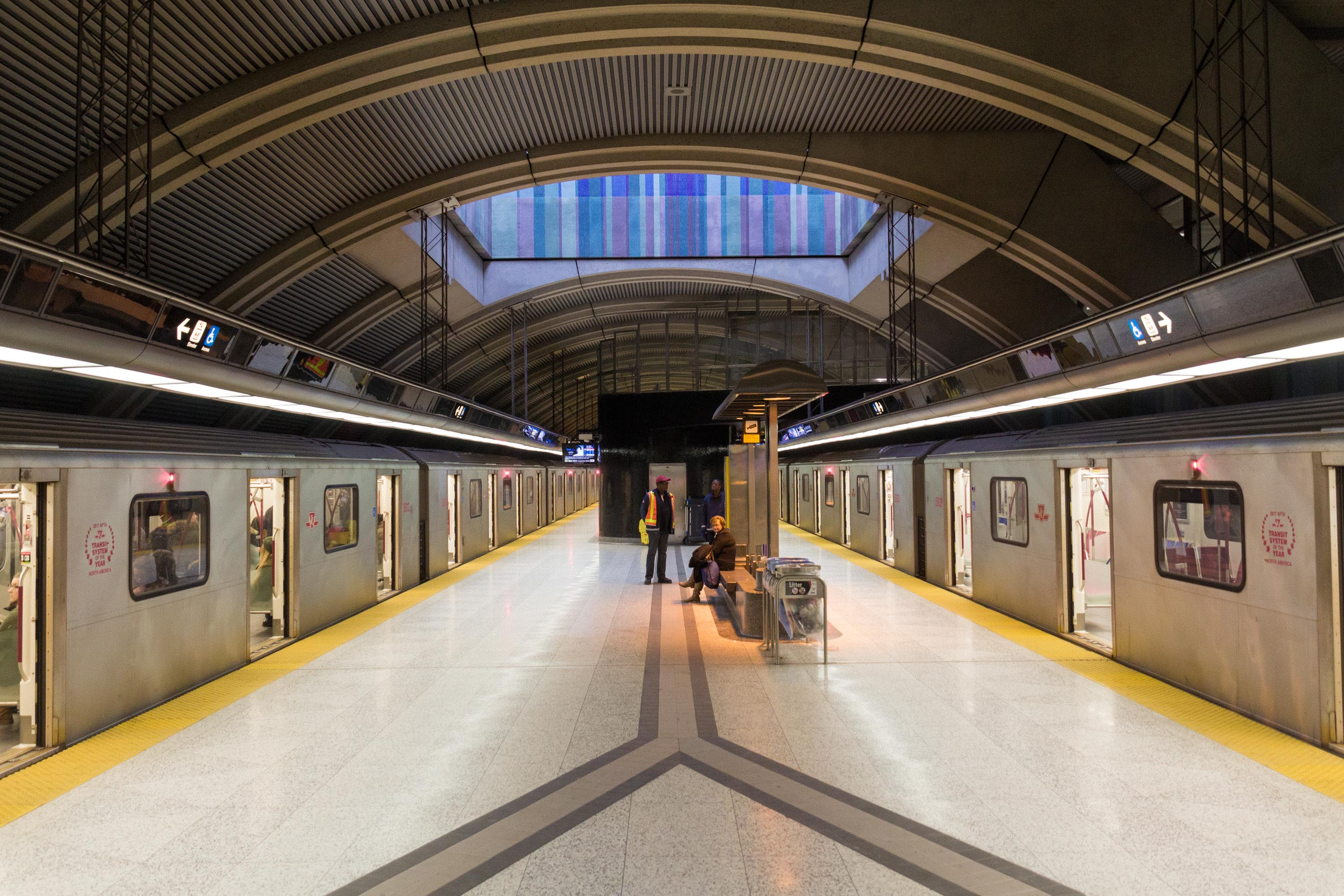
Blick auf den Bahnsteig

Sheppard West (bis 2017: Downsview) ist eine unterirdische U-Bahn-Station in Toronto. Sie ist die derzeitige nordwestliche Endstation der Yonge-University-Linie der Toronto Subway, an der Kreuzung von Allen Road und Sheppard Avenue. Die Station besitzt einen Mittelbahnsteig und wird täglich von durchschnittlich 41.600 Fahrgästen genutzt (2018). In der Nähe befindet sich der Flughafen Downsview.

## Station

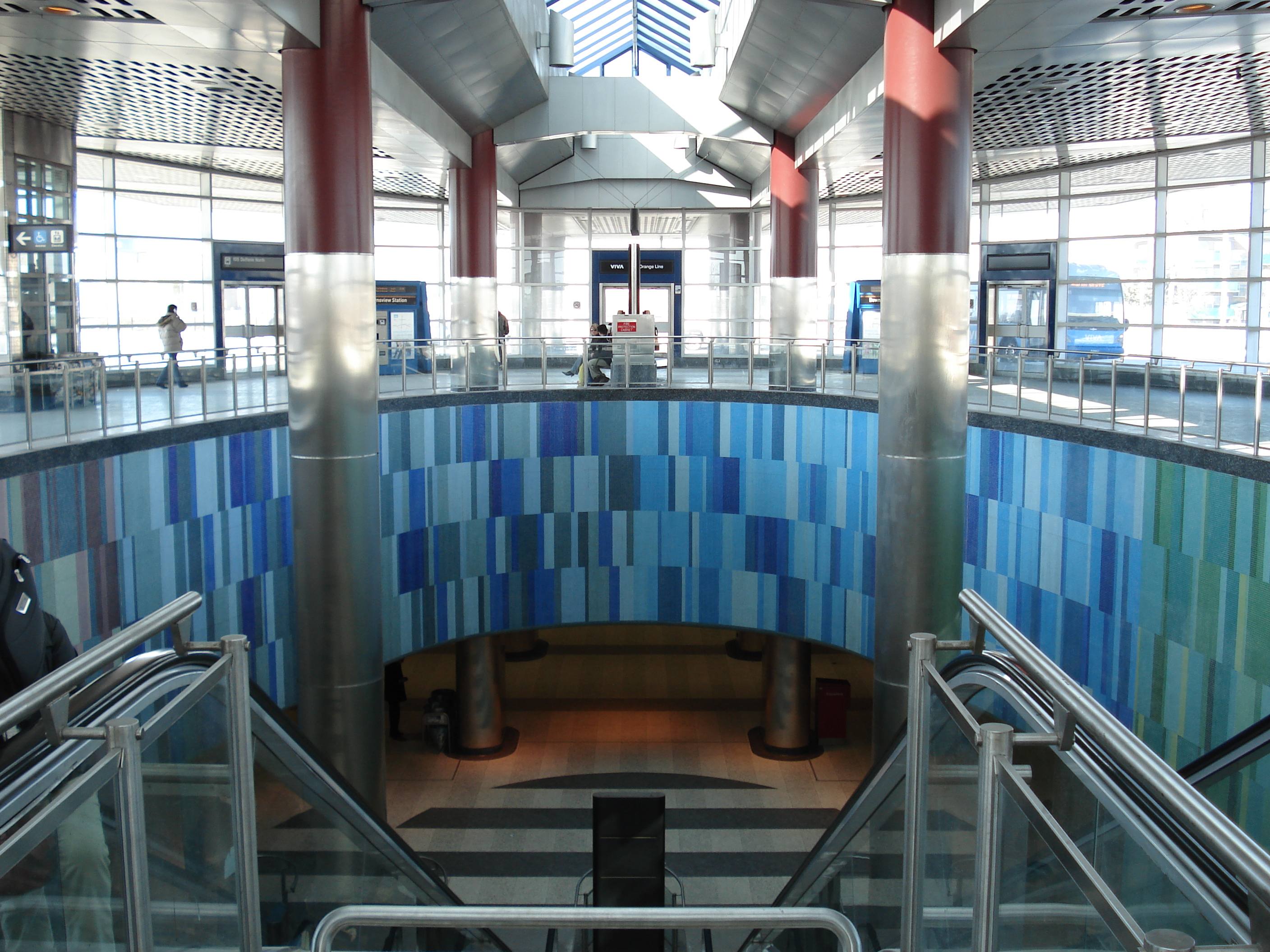
Verteilerebene

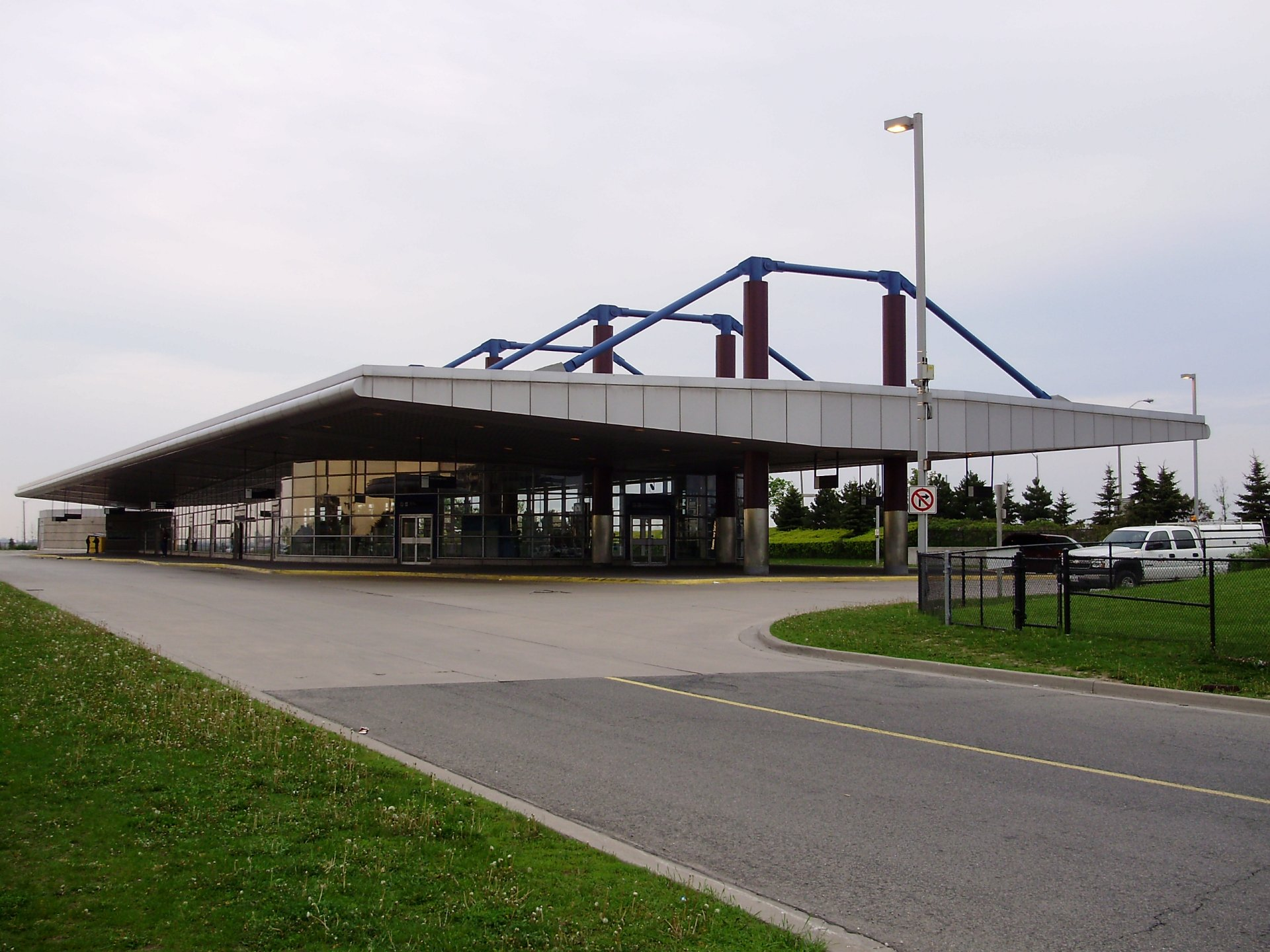
Der benachbarte Busterminal

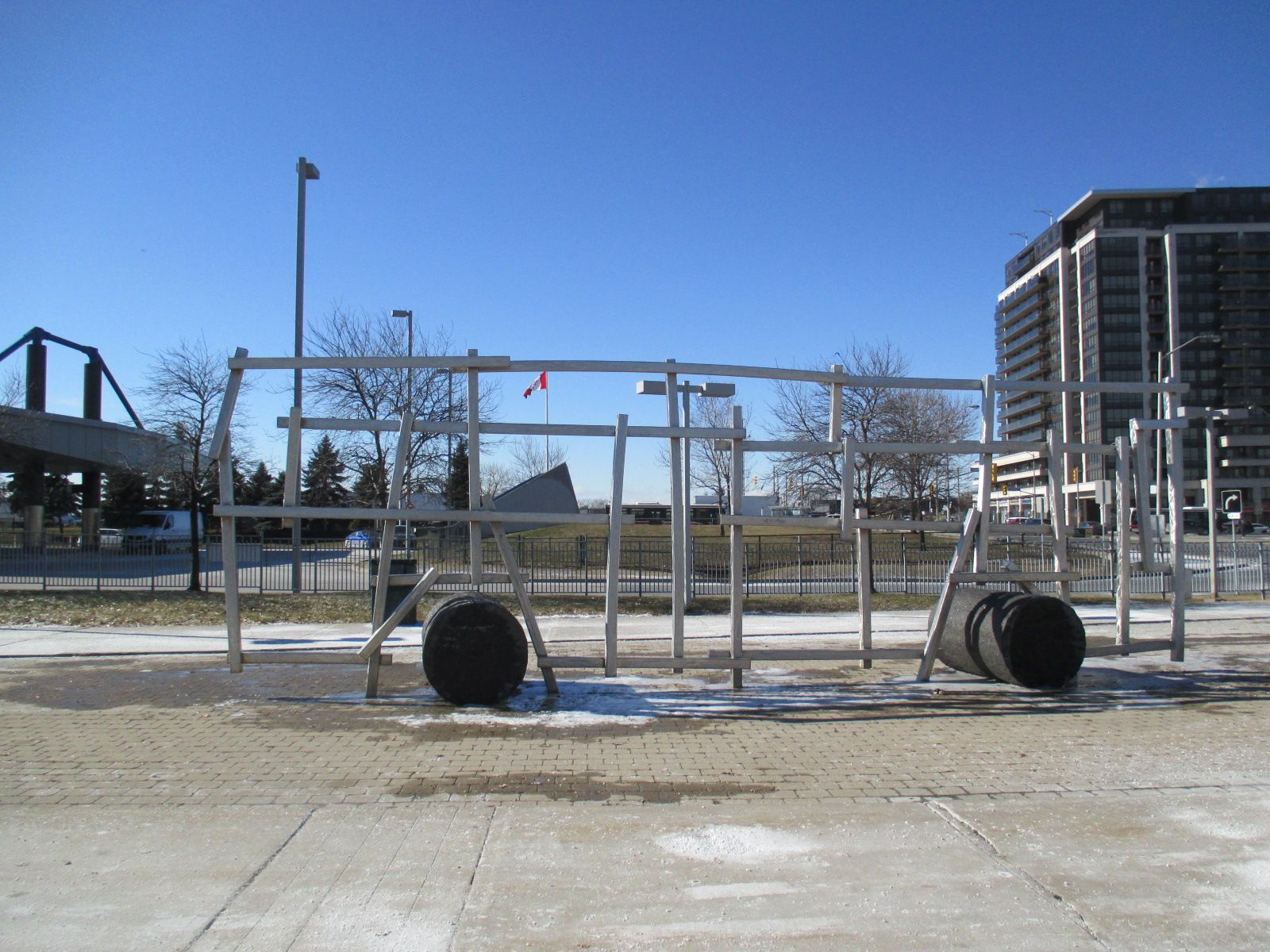
Boney Bus

Für das Stationsdesign waren Adamson Associates Architects (Eingangsbereich und Verteilerebene) und Stevens Group Architects (Bahnsteigebene) verantwortlich. Der Bahnsteig kommt ohne stützende Pfeiler aus, die hohe und gewölbte Decke erweckt den Eindruck eines Hangars. Verstärkt wird dieser Eindruck durch einfallendes Tageslicht. Auch die Verteilerebene und der daran angrenzende Busterminal wirken mit ihren hohen Decken, den Oberlichtern und der Verwendung von viel Glas äußerst geräumig.
Die Station ist von Brachflächen umgeben, die Bebauungsdichte ist gering. Dennoch weist sie eine gute Fahrgastfrequenz auf, was auf die Konzipierung als Verkehrsknotenpunkt zurückzuführen ist. Im Busterminal bestehen Umsteigemöglichkeiten zu neun Buslinien der städtischen Gesellschaft Toronto Transit Commission (TTC) und zu einer Buslinie von York Region Transit in die benachbarte Regional Municipality of York. Darüber hinaus stehen den Pendlern ein Park-and-ride mit 641 kostenpflichtigen Parkplätzen und eine Kiss-and-ride-Anlage zur Verfügung.
Zwei Kunstwerke zieren die Station. Sliding Pi im Treppenhaus zum Busterminal ist ein großflächiges Wandmosaik mit quadratischen Fliesen. Laut der Künstlerin Arlene Stamp basiert das unregelmäßige Muster auf den Dezimalstellen der Kreiszahl (Pi). Vor dem Eingang steht Boney Bus, eine Eisenskulptur von John McKinnon, die an einen Bus erinnert.

## Geschichte
Pläne für die Station gab es erstmals zu Beginn der 1980er Jahre. Politische Querelen zögerten die Planungen immer wieder hinaus. Als Zugeständnis an die damals noch eigenständige Stadt North York beschloss der Gemeindeverband Metropolitan Toronto im Jahr 1989 wenigstens die Verlängerung der Yonge-University-Linie von Wilson nach Downsview. Der Spatenstich geschah erst drei Jahre später. Aufgrund der geringen Entfernung der geplanten Trasse zu Munitionslagern der benachbarten Luftwaffenbasis Downsview musste die Streckenführung zweimal neu geplant werden, auch die Umweltverträglichkeitsprüfung nahm viel Zeit in Anspruch. Schließlich konnte die Verlängerung am 30. März 1996 in Betrieb genommen werden.
Die im Jahr 2002 eröffnete Sheppard-Linie sollte ursprünglich von der Station Sheppard-Yonge aus entlang der Sheppard Avenue bis Downsview verlängert werden. Pläne dazu existierten schon seit zwei Jahrzehnten, doch der Bau dieses Abschnitts kam aufgrund fehlender Finanzmittel bis heute nie zustande. 2003 beschloss die TTC, den westlichen Teil der Sheppard-Linie auf unbestimmte Zeit zurückzustellen, da die geringe Bevölkerungsdichte noch keine U-Bahn rechtfertige.
Am 7. Mai 2017 wurde die Station in Sheppard West umbenannt; es handelte sich dabei um die erste Umbenennung in der Geschichte der Toronto Subway. Da die damals im Bau befindliche Verlängerung der Yonge-University-Linie eine neue Station namens Downsview Park erhielt, sollten damit Verwechslungen ausgeschlossen werden. Die Streckenverlängerung wurde nach achtjähriger Bauzeit am 17. Dezember 2017 eröffnet, zwei Jahre später als ursprünglich geplant.